# Chiesa di San Nicolò all'Arena
La chiesa di San Nicolò all'Arena è un luogo di culto cattolico che sorge nel cuore del centro storico di Verona, alle spalle dell'anfiteatro romano; si tratta di una chiesa parrocchiale facente parte del vicariato di Verona Centro nell'omonima diocesi.

## Storia
La prime notizie riguardanti ad una chiesa romanica in questa posizione risalgono al XII secolo, anche se probabilmente le origini dell'edificio, allora chiamato San Nicholai de Buchadarena, sono più antiche. Il nome antico fa riferimento a un vicino collegamento sotterraneo con l'Arena di Verona che è stato effettivamente rinvenuto durante alcuni scavi archeologici nell'area. L'edificio chiesastico originario, che aveva l'abside rivolta a est, non subì grosse trasformazioni fino al 1627.

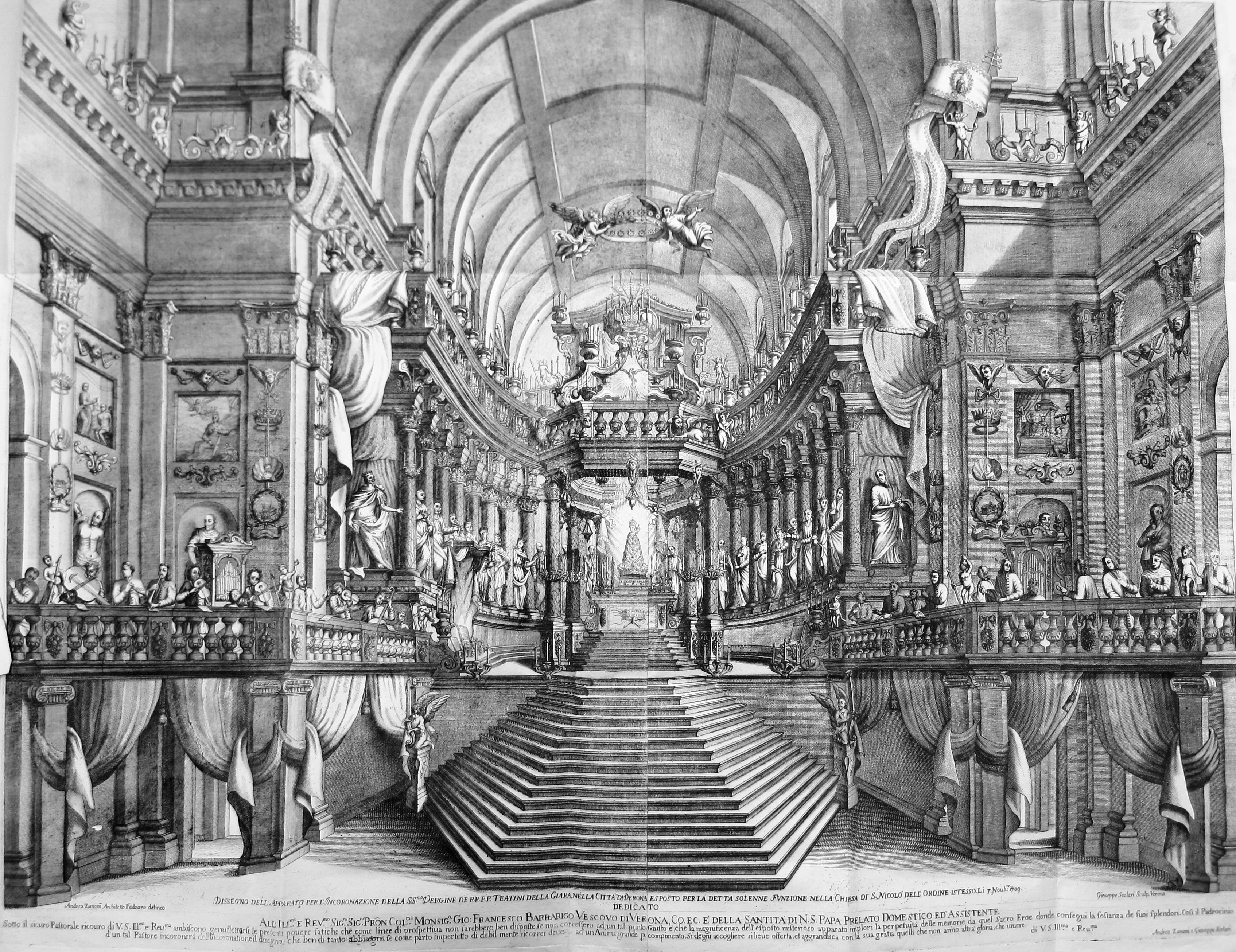
Interno della chiesa con la scenografia lignea costruita in occasione de "l'Incoronazione della Madonna Lauretana"

Nel 1598, infatti, vi si insediò l'ordine dei Teatini che ottenne la chiesa e parte dell'area che la circondava per la costruzione del loro monastero. La Bolla di papa Clemente VIII del 18 aprile 1603 conteneva la concessione definitiva dell'area, per cui l'ordine poté commissionare nel 1627 all'architetto Lelio Pellesina il profondo rinnovamento della chiesa, che subì addirittura un cambiamento nell'orientamento, essendo portato l'altare maggiore a ovest secondo le nuove usanze. La prima pietra venne posata il 21 marzo ma i lavori procedettero lentamente, interrotti pure dalla terribile peste del 1630. Durate questo lungo periodo di lavori, i padri teatini provvidero anche a comprare alcuni edifici che sorgevano proprio innanzi a quella che sarebbe divenuta la nuova facciata della chiesa; una volta che riuscirono ad acquisirli tutti, nel 1673 li demolirono andando a creare la piazza che ancora oggi si apre di fronte alla monumentale facciata del tempio. I lavori sull'edificio si conclusero invece nel 1683, ad esclusione del campanile, della cupola e della facciata che non poterono essere terminati a causa della mancanza di denaro; nel 1697 la nuova chiesa barocca venne così consacrata dal vescovo di Verona Pietro Lion.
Nel 1806 i teatini dovettero lasciare la chiesa a causa delle soppressioni napoleoniche, anche se già nel 1810 l'edificio riacquistò lo status di parrocchiale. Dopo la seconda guerra mondiale, tra il 1951 e il 1953, venne finalmente ultimata la facciata, tramite il montaggio di quella della ex chiesa di San Sebastiano dei Gesuiti, andata distrutta dai bombardamenti aerei alleati. La facciata, di cui non si conosce il progettista originario ma che venne completata nel 1830 da Giuseppe Barbieri, aveva dimensioni leggermente inferiori rispetto a quelle della chiesa di San Nicolò, per cui si dovette procedere alla costruzione di un secondo timpano di raccordo con quello sottostante barocco.

## Descrizione

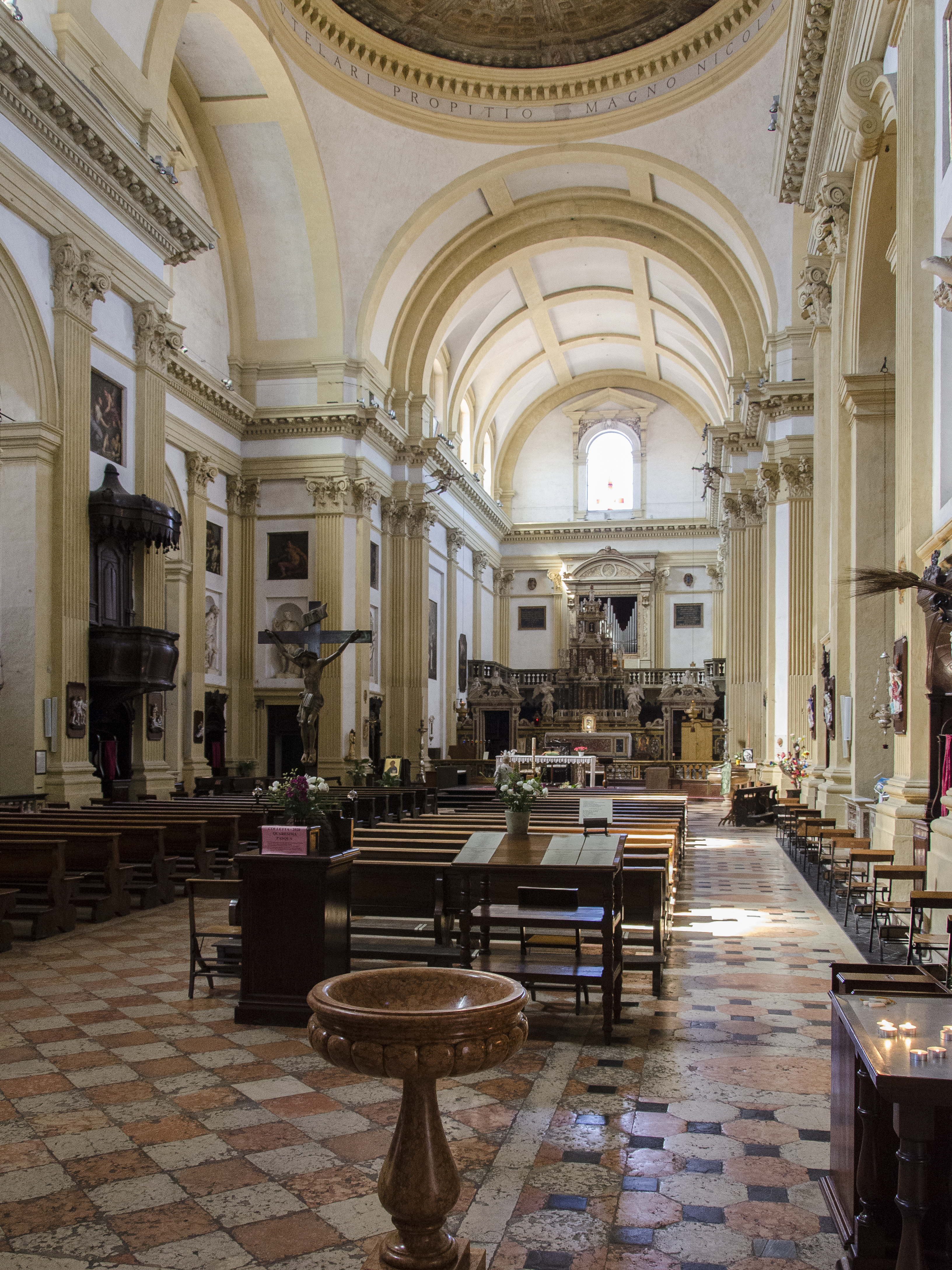
L'interno della chiesa

La chiesa rappresenta un importante esempio, nell'ambito veneto, di rinnovamento architettonico post-tridentino, che era volto alla riforma degli edifici ecclesiastici esistenti, i quali agli inizi del XVI secolo erano ormai vetusti e inadatti a contenere grandi masse di fedeli.
La facciata è caratterizzata da quattro colonne scanalate ioniche di ordine gigante che sorreggono il timpano, suddividendo il prospetto in tre fasce verticali: in quella centrale si apre il portale d'ingresso principale, sovrastato dall'iscrizione «D.O.M. IN HONOREM S. NICOLAI EPISCOPI»; nelle due fasce laterali si trovano invece due portali minori sormontati da due frontoni, e sopra di essi delle nicchie vuote sormontate a loro volta da piccoli riquadri decorati con festoni classicheggianti.
L'incompleto campanile si situa lungo il fianco meridionale del presbiterio, in prossimità del transetto e della sagrestia. Nel XIX secolo furono proposti diversi progetti per il suo completamento, ma furono tutti bocciati a causa della vicinanza dell'Arena di Verona, che avrebbe risentito della slanciata verticalità che avrebbe contraddistinto la torre campanaria. La torre appare quindi piuttosto tozza in quanto per buona parte è inserita nella struttura della chiesa, mentre emerge solo la cella campanaria.

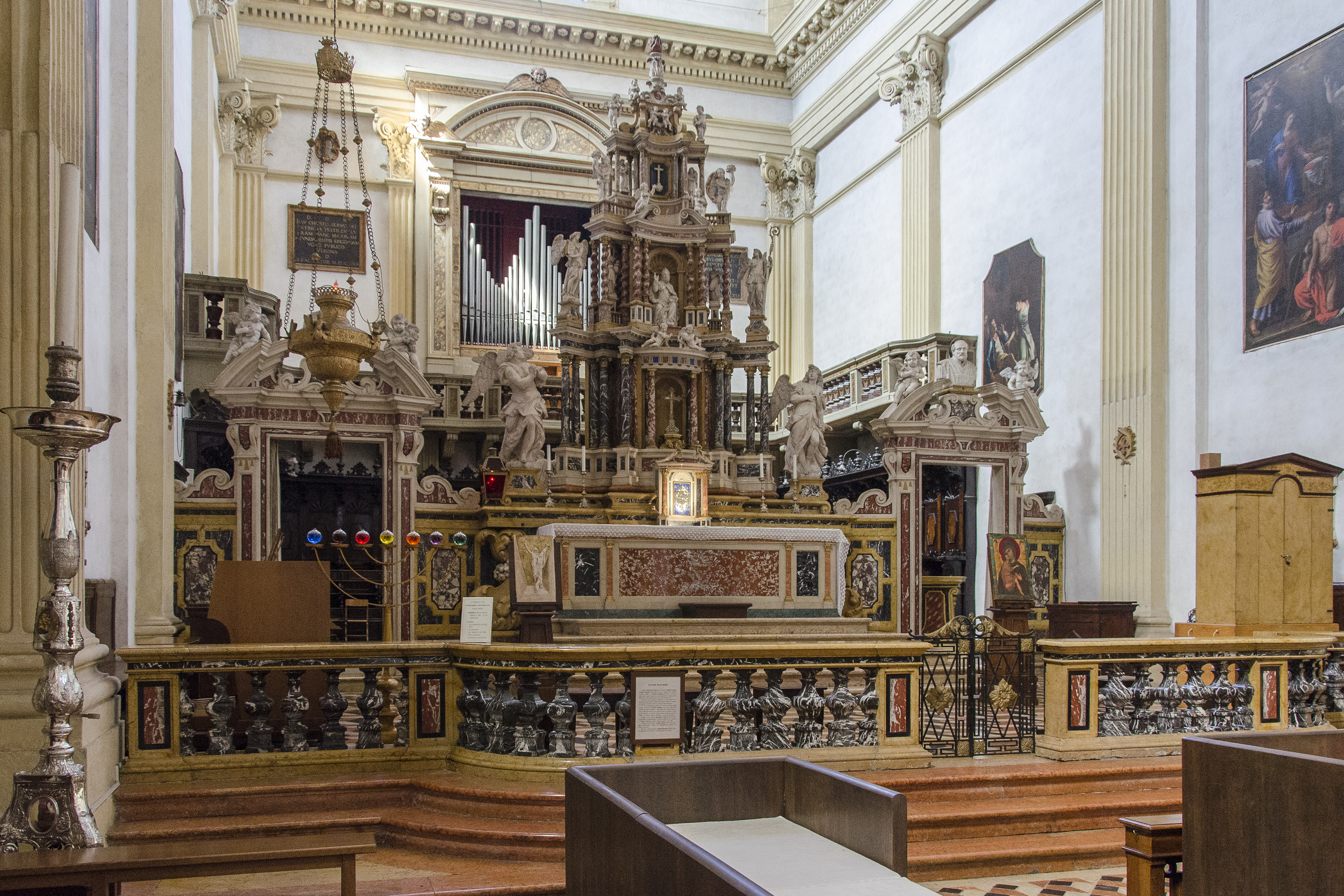
L'altare maggiore di Guarino Guarini

L'interno è in stile barocco e contraddistinto da una pianta a croce latina con una navata unica con cappelle laterali (degni di nota, nella prima cappella a destra la pala raffigurante San Giovanni Battista nel deserto di Antonio Balestra, nella seconda cappella di destra la pala dell'Annunciata, Giovan Battista, San Giuseppe e il beato Marinoni dell'Orbetto), un breve ma ampio transetto i cui bracci terminano con una cappella in posizione centrale, e un profondo presbiterio rialzato di tre gradini rispetto al resto dell'aula, da cui è separato tramite una balaustra in marmo.
Dal presbiterio si può accedere, sul lato sinistro, alla sagrestia vecchia da cui si può scendere alla cripta, un ambiente semi-ipogeo che si situa esattamente sotto al presbiterio della chiesa superiore. La cripta presenta una pianta a tre navate separate da due file di tre arcate a sesto ribassato, sostenute da pilastri; le navate hanno coperture a volta a botte, a sesto ribassato in corrispondenza della navata centrale e a tutto sesto nelle navate laterali.